# Eddie Harris

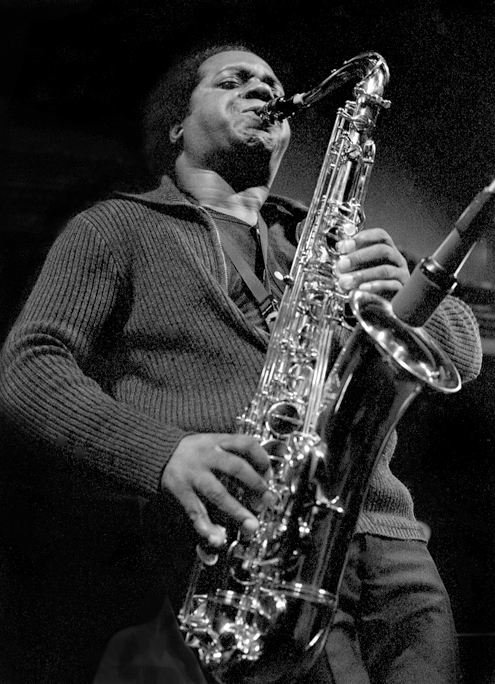

Eddie Harris (Chicago, Illinois, 1934. október 20. – Los Angeles, Kalifornia, 1996. november 5.) amerikai szaxofonos.

## Pályakép
Apja Kubából, anyja pedig New Orleansból származott. Harris már Chicagóban született és nőtt fel. Mint más sikeres chicagói zenészek, köztük Nat King Cole, Dinah Washington, Clifford Jordan, Johnny Griffin, Gene Ammons, Julian Priester, Bo Diddley, Eddie Harris is a DuSable High Schoolban tanult, később pedig a Roosevelt Egyetemen, zongorát, vibrafont és tenorszaxofont.

## Lemezeiből
- Exodus to Jazz: 1961, 1987
- A Study in Jazz: 1962
- Breakfeast for Tiffanys: 1961
- Eddie Harris Bossa Nova: 1963
- The In Sound: 1965
- The Electrifiying Eddie Harris: 1968
- Plug Me In: 1968
- Swiss Movement: 1969 (CD 1996)
- Come on Down: 1970
- Instant Death: 1972
- E.H. in the U.K. / Is It In: 1973 (CD 1999)
- I Need Some Money: 1975
- The Reason Why I’m Talking S--t: 1975
- Bad Luck Is All I Have: 1975
- That is why you’re overweight: 1976
- I'm Tired of Driving; 1979
- The Real Electrifying: 1982
- eddie who?; 1986
- People get Funny: 1987
- Live in Berlin, 1989
- Live at the Moonwalker: 1990
- There Was a Time: 1990
- Listen Here: 1993
- The Battle of the Tenors: 1994
- The Last Concert: 1997 + Big Band Köln